# Melainotettix buergersi
Melainotettix buergersi är en insektsart. Melainotettix buergersi ingår i släktet Melainotettix och familjen torngräshoppor. Inga underarter finns listade i Catalogue of Life.